# Чемпионат Югославии по футболу 1929
Чемпионат Югославии по футболу 1929 (сербохорв. Првенство Југославије у фудбалу 1929.) — седьмой сезон чемпионата Югославии по футболу. В третий раз в истории соревнования имели характер лиги, и впервые сезон был разыгран по двухкруговой системе. Команды играли друг с другом два раза (дома и на выезде). Чемпионат выиграл сплитский «Хайдук» во второй раз ставший чемпионом Югославии по футболу. Сезон получился очень скандальным и привёл к переезду штаб-квартиры Футбольного союза Югославии из Загреба в Белград.

## Клубы-участники
| Клуб       | Город   |
| ---------- | ------- |
| БСК        | Белград |
| Граджянски | Загреб  |
| Хайдук     | Сплит   |
| ХАШК       | Загреб  |
| Югославия  | Белград |

## Итоги сезона
Перед началом сезона боснийский клуб САШК был ликвидирован и число участников чемпионата сократилось до 5 клубов. По итогам сезона первое место в таблице занял столичный БСК. Однако из-за того, что в БСК играл не зарегистрированный игрок Душан Маркович ФСЮ принял решение переиграть две последние игры сезона БСК. Это были игры против «Югославии» (дома) и против «Хайдука» (на выезде). Первоначально БСК победил в обоих этих матчах (5:1 и 3:1 соответственно). Считая, что такое решение не справедливо БСК отказался переигрывать данные матчи. В матче с «Югославией» БСК было засчитано техническое поражение (0:3). Несмотря на то, что БСК в конечном итоге переиграл гостевой матч с «Хайдуком» и выиграл его 1:2, техническое поражение от «Югославии» отпустило команду на второе место, а чемпионом Югославии был объявлен сплитский «Хайдук».
БСК подал апелляцию в ФСЮ. 24 марта 1929 года должно было состояться заседание футбольных чиновников в Загребе. Однако общая острая внутриполитическая ситуация в Югославии привела к повышению напряженности и инцидентов вокруг заседания ФСЮ. Таким образом апелляция БСК даже не была рассмотрена.

## Итоговая турнирная таблица
| Pos | Команда    | И | В | Н | П | Очки | ГЗ | ГП | +/- |  |
| --- | ---------- | - | - | - | - | ---- | -- | -- | --- |  |
| 1   | Хайдук     | 8 | 5 | 2 | 1 | 12   | 25 | 15 | +10 |  |
| 2   | БСК        | 8 | 4 | 2 | 2 | 10   | 18 | 16 | +2  |  |
| 3   | Югославия  | 8 | 3 | 2 | 3 | 9    | 14 | 10 | +4  |  |
| 4   | ХАШК       | 8 | 3 | 1 | 4 | 7    | 15 | 15 | 0   |  |
| 5   | Граджянски | 8 | 1 | 1 | 6 | 3    | 8  | 24 | -16 |  |

| Чемпион Югославии по футболу 1929 |
| --------------------------------- |
| «Хайдук» Сплит 2-й титул          |